# Thomas Ott (Comiczeichner)

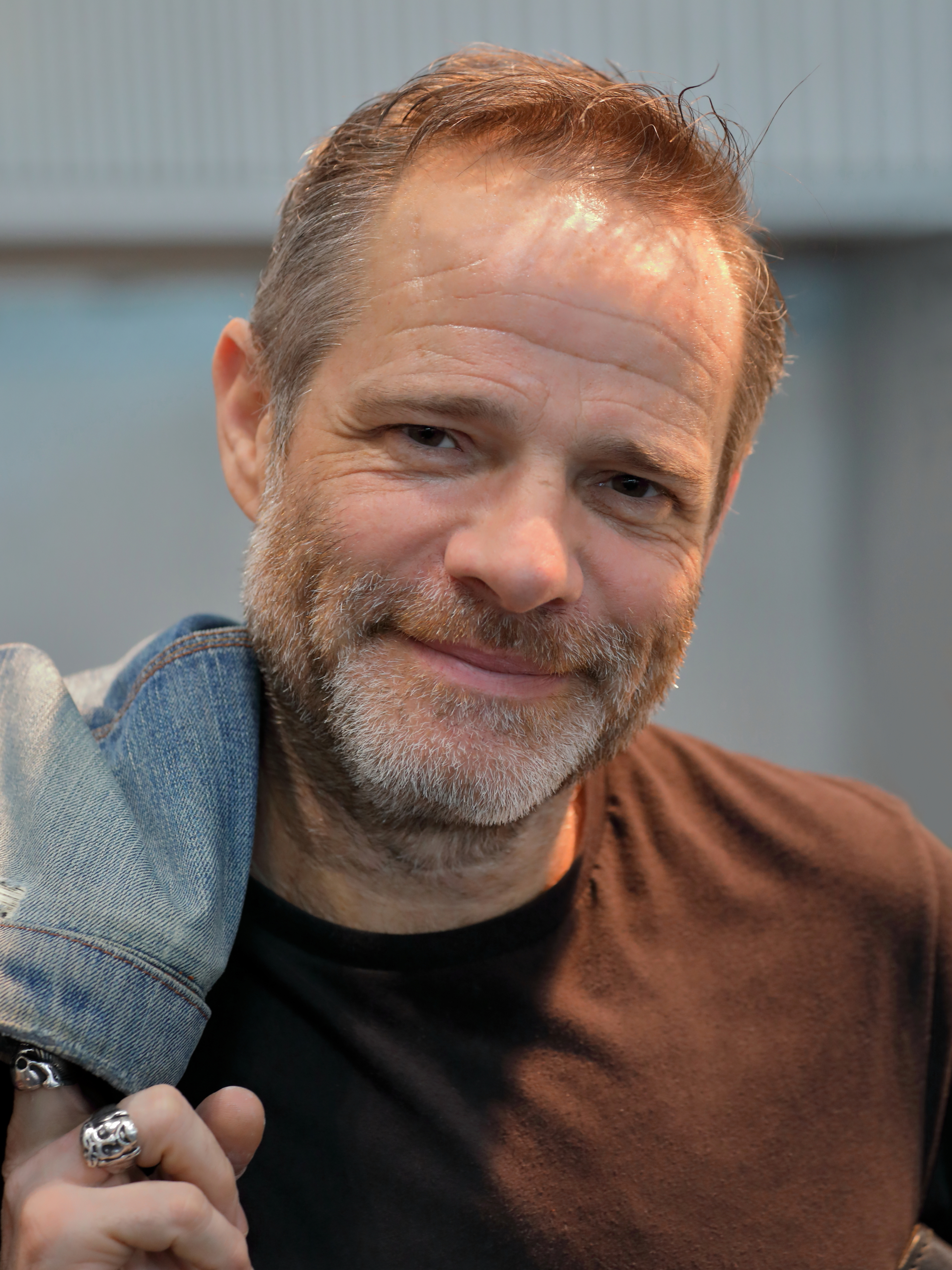
Thomas Ott (2019)

Thomas Ott (* 10. Juni 1966 in Zürich) ist ein Schweizer Comiczeichner. Seine Comics wurden und werden ausser auf Deutsch u. a. auch in Frankreich, den Vereinigten Staaten sowie in Spanien, Dänemark und Italien veröffentlicht.

## Biographie
Nachdem er die Schule für Gestaltung in Zürich 1987 abgeschlossen hatte, betätigte er sich als Comiczeichner in Zürich und Paris. 1989 erschien sein erstes Buch Tales of Error im Verlag Edition Moderne. Es folgten weitere Bücher bei demselben sowie dem französischen Verlag L’Association. Er arbeitete unter anderem für Strapazin, Lapin, L’Écho des Savanes und diverse Zeitungen.
Von 1998 bis Juni 2001 studierte Ott Film an der Hochschule für Gestaltung und Kunst Zürich. Sein Diplomfilm war der 15-minütige Sjeki vatcsh!.
Die Ästhetik von Otts Arbeiten resultiert aus dem Arbeiten mit Cutter und Schabkarton. Medien äussern sich lobend über Ott: Gekonnt spiele er „mit Versatzstücken aus Krimis, Série Noir und Horror. Für Ott sind die Genres der populären Kultur wie Märchen, ‚eine allgemein gültige Basis, in der sich jeder Mensch wiedererkennen kann‘“. Andere fügen hinzu „trotz Pointen, die ins Tiefschwarze treffen, täte man Otts Geschichten Unrecht, würde man darin bloss eine Parodie auf das Horrorgenre sehen. (…) hat ein Herz für die Pechvögel dieser Welt und einen Sinn für wirklich tragische Geschichten.“ Und: „Der Schweizer Comic-Künstler liefert seit Jahren die schwärzesten Visionen zur Absurdität der modernen Zivilisation.“
2013 erschien nach drei Jahren wieder ein neues Werk: Dark Country ist die Geschichte einer albtraumhaften Hochzeitsreise und ist eine eigenständige Adaption des gleichnamigen Films des Drehbuchautors Tab Murphy und des Regisseurs und Hollywood-Schauspielers Thomas Jane (The Punisher) aus dem Jahr 2008. Jane selbst hat Ott dazu aufgefordert, seinen Film als Comic zu erzählen.
Ott hatte zehn Jahre lang an der ZHdK unterrichtet und sich "kurz vor der ersten Welle der Pandemie" entschieden, die Stelle aufzugeben, um vermehrt frei zu arbeiten. 2020 wurde ihm ein Kreationsbeitrag der Pro Helvetia zuerkannt.

## Werke
- Tales of Error, 1989, Edition Moderne
- Phantom der Superheld, 1994, Edition Moderne
- Greetings from Hellville, 1995, Edition Moderne
- Dead End, 1996, Edition Moderne
- La douane, 1996, L’Association
- La bête à cinq doigts, 1996, L’Association
- La grande famiglia, 1997, L’Association
- t.o.t.t., 2002, Edition Moderne
- Cinema Panopticum, 2005, Edition Moderne
- The Number 73304-23-4153-6-96-8. Zürich: Edition Moderne 2008, 2. Auflage 2013. ISBN 978-3-03731-025-0
- Unplugged. Das Skizzenbuch, Zürich: Edition Stephan Witschi, 2009
- R.I.P. Best of 1985-2004. Zürich: Edition Moderne 2010. ISBN 3-03731-052-9
- Dark Country. Zürich: Edition Moderne 2013. ISBN 978-3-03731-114-1
- Black Island. Zürich: Hammer-Verlag 2013
- A Hell of a Woman. (Jim Thompson) Editions la Baconnière, 2014
- Louis Vuitton - Travel Book - Route 66. (Thomas Ott) Editions Louis Vuitton, 2017
- Wo die Liebe hinfällt. (Illustrationen von Thomas Ott) Diogenes Verlag, 2018
- Der Wald. Carlsen, Hamburg, 2021, ISBN 978-3-551-76020-3

## Einzelausstellungen und Ausstellungsbeteiligungen (Auswahl)
- 2010: Fumetto[9]
- 2012/2013: Comics Deluxe! Das Comicmagazin Strapazin, Cartoonmuseum Basel[10]

- 2019: Es zog mich durch die Bilder. Kubin@Nextcomic, Francisco Carolinum Linz[11]
- 2019: mit Simone Baumann. Galerie Stephan Witschi, Zürich[12]
- 2025: "Thomas Ott: From Scratch" (Cartoonmuseum Basel – Zentrum für narrative Kunst, Basel, Switzerland)

## Auszeichnungen
- 1996: Max-und-Moritz-Preis auf dem Comic-Salon Erlangen als bester deutschsprachiger Comic-Künstler
- 2017: Grand Prix Design des Bundesamtes für Kultur für sein Lebenswerk im Rahmen der Swiss Design Awards[13]